# Spanish Harlem Orchestra

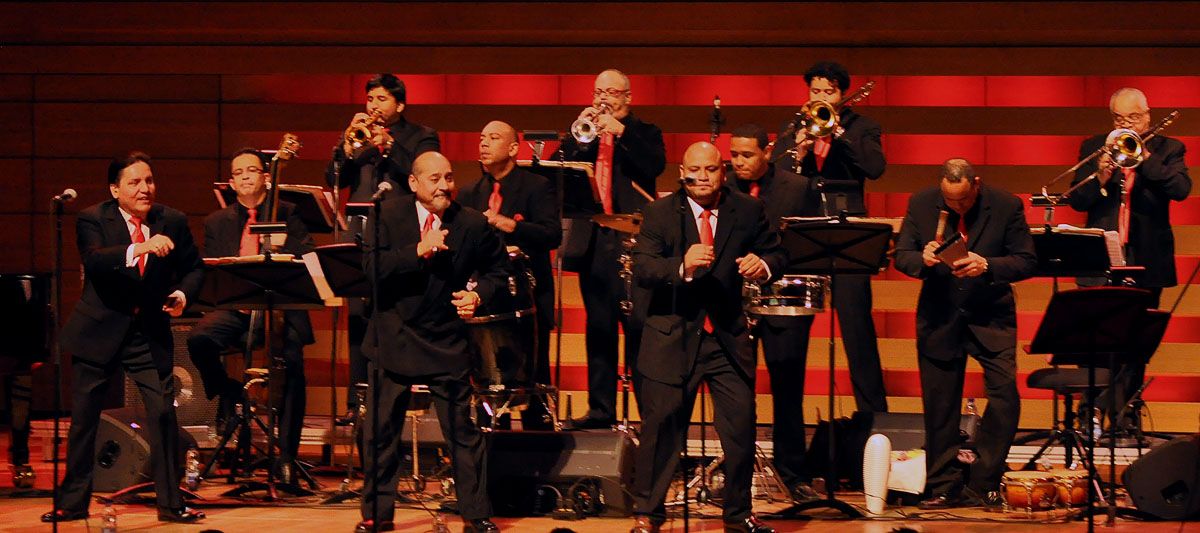
l'orchestre

Spanish Harlem Orchestra (SHO) est un supergroupe de salsa "dura" créé en 2000 par Aaron Levinson et Oscar Hernández, un géant de la salsa qui s'est fait connaître par sa collaboration avec le chanteur panaméen Ruben Blades.
Ce groupe se consacre à la renaissance de la salsa telle qu'elle se pratiquait à ses origines dans le Spanish Harlem, et contrairement à la salsa actuelle qui met en avant des chanteurs vedettes à l'instar de la musique pop, le groupe privilégie des solistes majeurs comme le tromboniste Jimmy Bosch, le trompettiste Raul Agraz ou encore le joueur de bongo Bobby Allende.

## Discographie
- 2024 : Spanish Harlem Orchestra – Llegó el Caballero feat. Gilberto Santa Rosa

### Collaboration
- Causes perdues et musiques tropicales (2010), album de Bernard Lavilliers : Arrangements (Oscar Hernández) et interprétation des chansons Causes Perdues et Cafard.

## Récompenses et prix
- 2002 : Nommés pour le Latin Grammy Award du meilleur album Salsa (Un gran dia en el barrio)
- 2003 : Prix Billboard de musique latine du meilleur album Salsa de l'année-Meilleure révélation groupe (Un gran dia en el barrio)
- 2005 : Latin Grammy Award du meilleur album Salsa/Merengue (Across 110th Street)
- 2011 : Latin Grammy Award du meilleur album Latin-Jazz (Viva la tradicion)
- 2019 : Latin Grammy Award du meilleur album Tropical-Latin (Anniversary)